# Anita Bdioui
Anita Elisabet Bdioui, född 5 september 1958 i Sundsvall, var socialdemokratiskt kommunalråd och tillika kommunstyrelsens ordförande i Sundsvalls kommun 2007–2010. Hon har lång kommunalpolitisk erfarenhet, och var, innan hon tillträdde som kommunens främsta företrädare, vice ordförande i kommunstyrelsen och ordförande i Miljönämnden.